# Up All Night (album av One Direction)
Up All Night är debutalbumet från det brittiska-irländska pojkbandet One Direction. Det släpptes den 18 november 2011 och innehåller 13 låtar. Tre singlar har släppts från albumet. Albumet debuterade som etta på sverigetopplistan den 2 december 2011.

## Låtlista
1. What Makes You Beautiful - 3:18
2. Gotta Be You - 4:04
3. One Thing - 3:17
4. More Than This - 3:48
5. Up All Night - 3:12
6. I Wish - 3:35
7. Tell Me a Lie - 3:15
8. Taken - 3:55
9. I Want - 2:51
10. Everything About You - 3:35
11. Same Mistakes - 3:37
12. Save You Tonight - 3:24
13. Stole My Heart - 3:25
14. Stand Up - 2:53 (Deluxe Version)
15. Moments - 4:22 (Deluxe Version)

## Listplaceringar
| Lista (2011-2012) | Topplacering |
| ----------------- | ------------ |
| Australien        | 1            |
| Belgien           | 7            |
| Danmark           | 4            |
| Finland           | 4            |
| Frankrike         | 15           |
| Irland            | 1            |
| Italien           | 1            |
| Nederländerna     | 7            |
| Norge             | 9            |
| Nya Zeeland       | 1            |
| Polen             | 6            |
| Portugal          | 3            |
| Schweiz           | 18           |
| Spanien           | 4            |
| Storbritannien    | 2            |
| Sverige           | 1            |
| Tyskland          | 16           |
| Österrike         | 18           |
| USA               | 1            |